# Valderiès
Valderiès (okzitanisch: Valdariás) ist eine französische Gemeinde mit 828 Einwohnern (Stand: 1. Januar 2022) im Département Tarn in der Region Okzitanien (vor 2016: Midi-Pyrénées). Valderiès gehört zum Arrondissement Albi und zum Kanton Carmaux-1 Le Ségala (bis 2015: Kanton Valderiès). 

## Geographie
Valderiès liegt etwa zehn Kilometer nordöstlich von Albi am Cérou, der die Gemeinde im Norden begrenzt. Im Süden verläuft das Flüsschen Coules. Umgeben wird Valderiès von den Nachbargemeinden Saint-Jean-de-Marcel im Norden, Andouque im Osten und Nordosten, Saussenac im Süden und Osten, Le Garric im Westen und Südwesten sowie Rosières im Westen.
Durch die Gemeinde führt die frühere Route nationale 603.

## Bevölkerungsentwicklung
| 1962                      | 1968 | 1975 | 1982 | 1990 | 1999 | 2006 | 2013 |
| ------------------------- | ---- | ---- | ---- | ---- | ---- | ---- | ---- |
| 708                       | 674  | 637  | 624  | 735  | 752  | 881  | 824  |
| Quelle: Cassini und INSEE |      |      |      |      |      |      |      |

## Sehenswürdigkeiten
- früheres Kloster auf dem Puy Saint-Georges, Ruine und Dolmen du Gouty

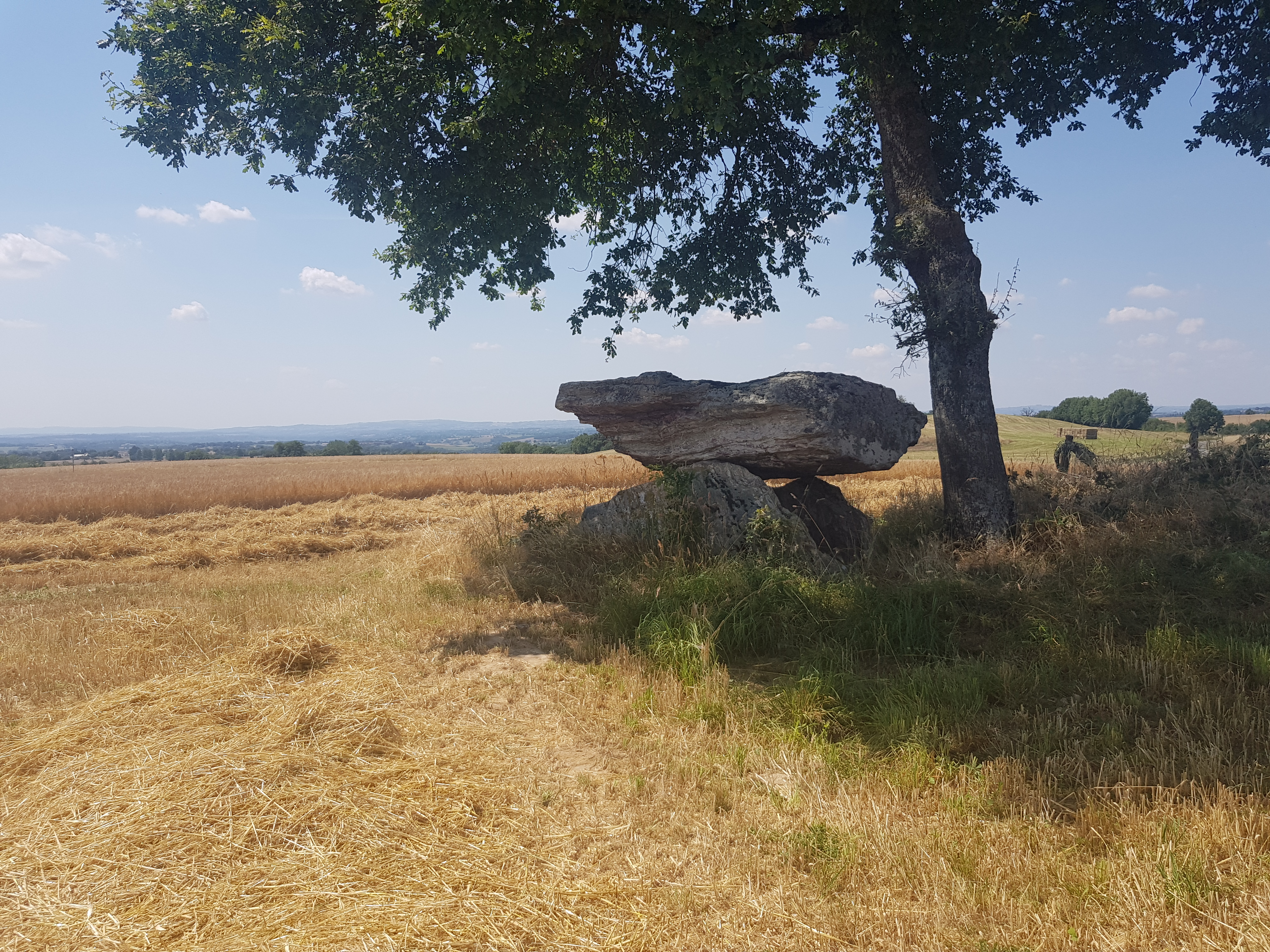
Dolmen du Gouty

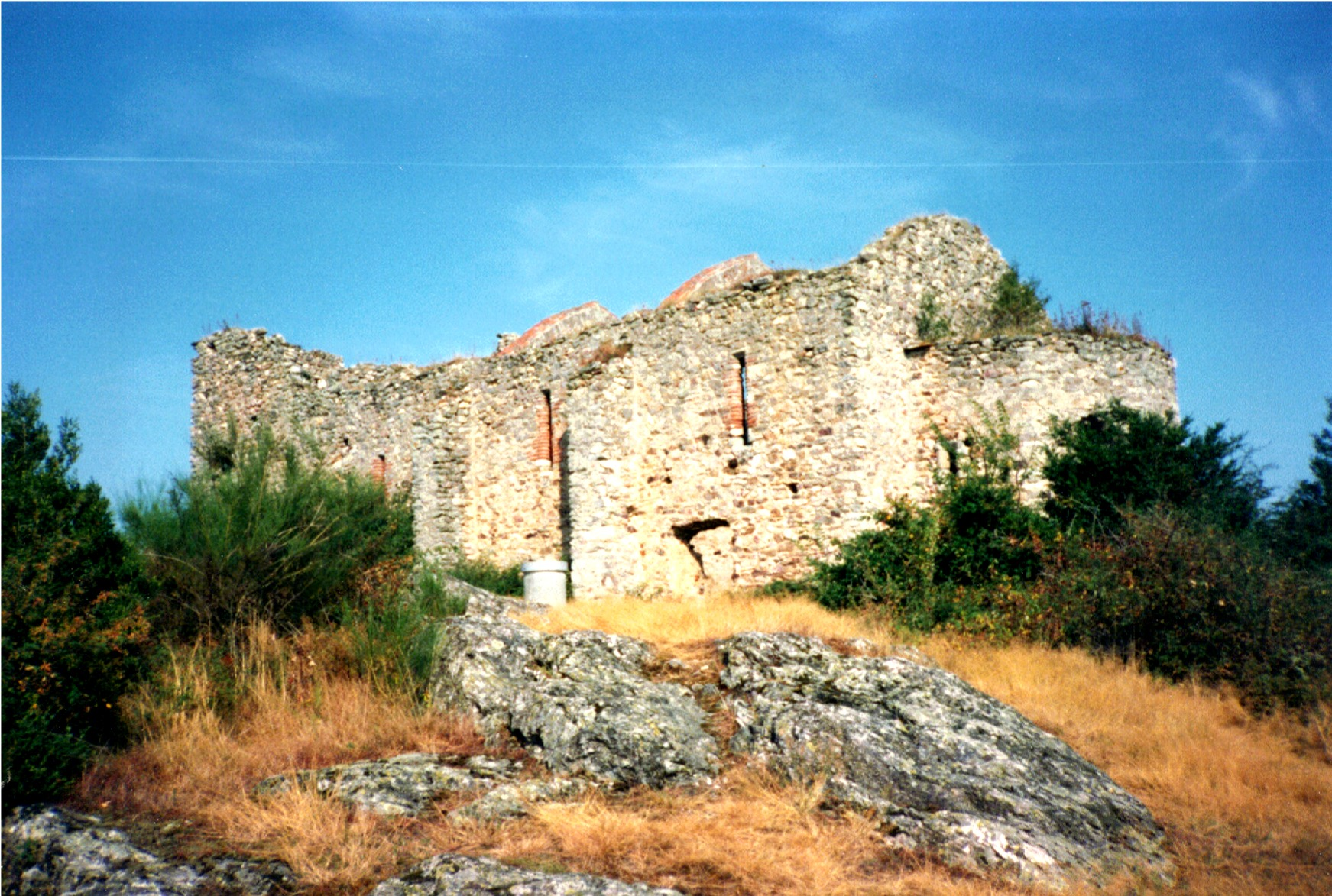
Klosterruine auf dem Puy Saint-Georges